# Northbridge

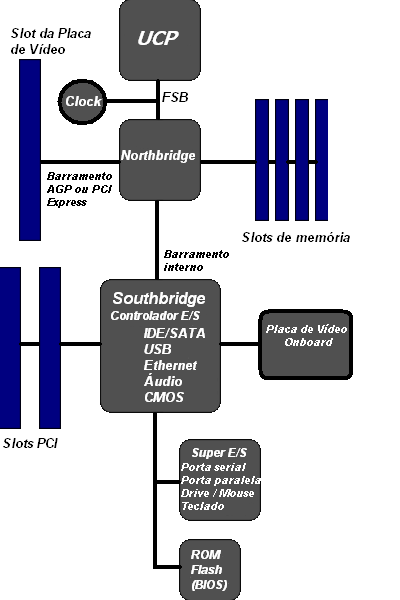
Um esquema north/southbridge numa placa-mãe típica.

O northbridge (em português:  ponte norte), também conhecido como memory controller hub (MCH) em sistemas Intel (AMD, VIA, SiS e outros geralmente usam northbridge), é tradicionalmente um dos dois chips que constituem o chipset numa placa-mãe de PC, sendo o outro o southbridge. Separar o chipset em northbridge e southbridge é comum, embora existam instâncias raras em que ambos são combinados num único die quando a complexidade do design e os processos de fabricação o permitem.

## Visão geral
O northbridge geralmente lida com a comunicação entre a UCP, memória RAM, AGP ou PCI Express e o southbridge. Alguns northbridges também contém controladores de vídeo integrados, os quais também são conhecidos como Graphics and Memory Controller Hub (GMCH) em sistemas Intel. Visto que processadores e RAM diferentes exigem sinalizações diferentes, um northbridge tipicamente funcionará com somente uma ou duas classes de UCPs e geralmente com apenas um tipo de RAM. Existem uns poucos chipsets que suportam dois tipos de RAM (geralmente eles estão disponíveis quando há uma mudança para um novo padrão). Por exemplo, o northbridge do chipset NVIDIA nForce2 somente funcionará com processadores Socket A combinados com DDR SDRAM, o chipset Intel i875 chipset somente funcionará com sistemas que usem processadores Pentium 4 ou Celeron que tenham uma taxa de clock maior que 1,3 GHz e que utilizem DDR SDRAM, e o chipset Intel i915g somente irá operar com o Intel Pentium 4 e Celeron, mas que usem memória DDR ou DDR2.

## Etimologia

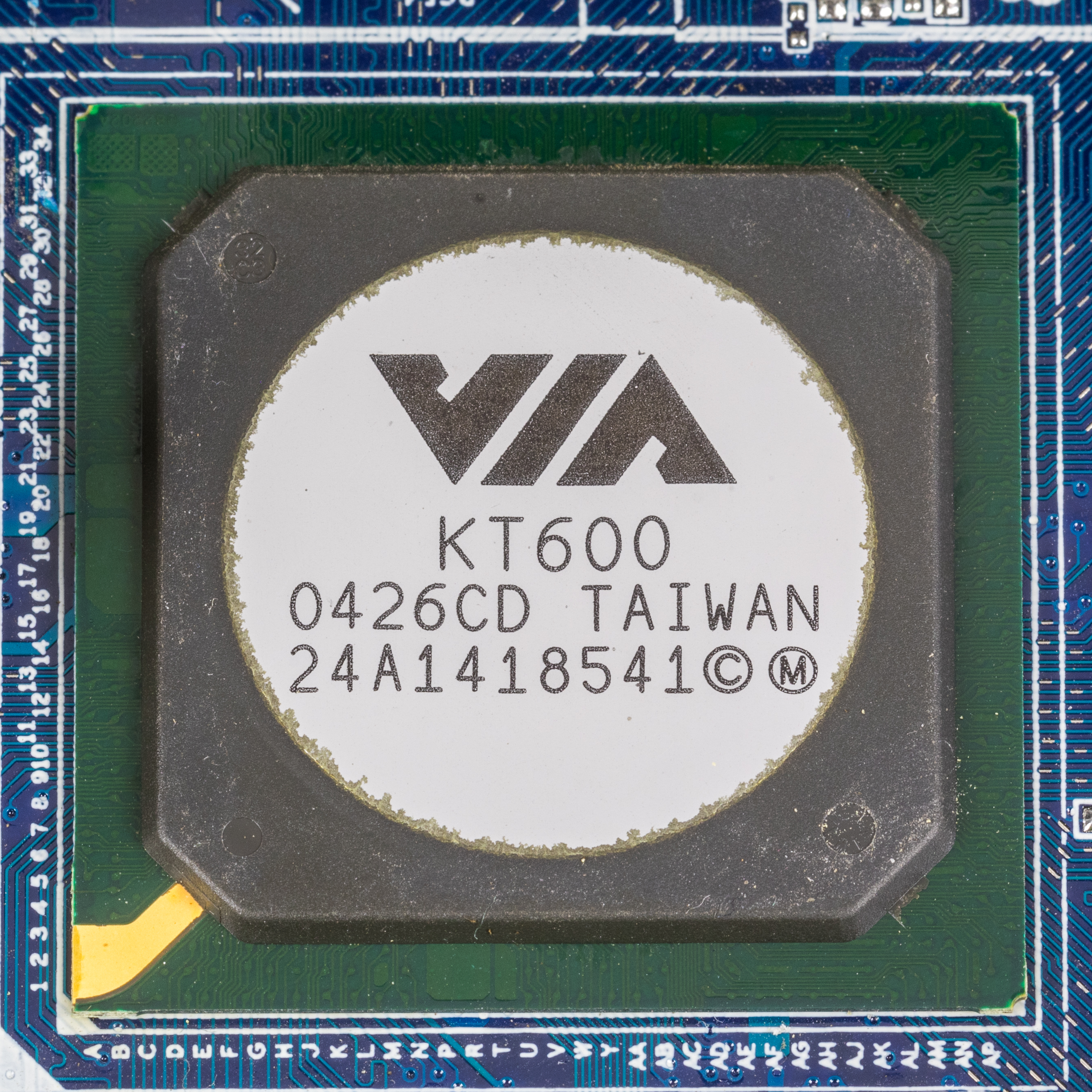
Northbridge VIA KT600 (dissipador removido)

O nome northbridge deriva do desenho da arquitetura ao modo dum mapa. A UCP fica no topo do mapa, precisamente no norte, conectada ao chipset por uma ponte rápida (o northbridge), localizado ao norte dos outros dispositivos do sistema no layout. O northbridge então se conectaria ao restante do chipset através de uma ponte lenta (o southbridge), localizado ao sul dos outros dispositivos de sistema no layout.

## Importância
O northbridge na placa-mãe de um sistema particular é o fator principal na determinação da quantidade, freqüência e tipo de CPU e RAM que podem ser usados. Outros fatores como regulação de voltagem e número de conectores também desempenham um papel. Virtualmente, todos os chipsets em nível de consumidor suportam somente uma série de processador, com a quantidade máxima de memória RAM variando pelo tipo de processador e design da placa-mãe. Máquinas da era Pentium freqüentemente tinham uma limitação de 128 MiB de memória, enquanto a maioria das máquinas Pentium 4 possuem um limite de 4 GiB. Desde o Pentium Pro, a arquitetura Intel pode acomodar endereços físicos maiores do que 32 bits, tipicamente, 36 bits, os quais possibilitam endereçar até 64 GiB (ver PAE), embora placas-mãe que possam suportar tamanha quantidade de RAM sejam raras por conta de outros fatores (limitações do sistema operacional e dispêndio de RAM).  	
Um northbridge tipicamente só irá funcionar com um ou dois tipos de southbridge ASICs; neste respeito, isto afeta algumas das outras características que um dado sistema pode ter ao limitar quais tecnologias estão disponíveis no seu parceiro southbridge.
O northbridge possui sua própria memória lookup table (IOMMU), um mapa dos endereços e layout na memória principal.

## Desenvolvimentos recentes
O controlador de memória, que lida com a comunicação entre a UCP e a RAM, foi movido para dentro do die do processador no AMD64. A Intel também integrou o controlador de memória no die do processador a partir dos processadores baseados em sua microarquitetura Nehalem.
Um exemplo desta mudança é o chipset NVIDIA nForce3 para sistemas AMD64 num único chip. Ele combina todas as características de um southbridge normal com uma porta AGP e conecta-se diretamente com a UCP. Em placas nForce4, isto é denominado MCP (Media Communications Processor).

## Northbridge e overclock
O northbridge desempenha um papel de destaque no quanto um computador pode sofrer overclocking, visto que sua freqüência é usada como ponto de partida pela UCP para estabelecer sua própria freqüência operacional. Nas máquinas modernas, este chip tem se tornado crescentemente mais quente a medida em que os computadores tornam-se mais rápidos. Não é mais incomum que o northbridge tenha de usar um dissipador ou mesmo algum tipo de sistema de refrigeração.